# 青木英夫
青木 英夫（あおき ひでお、1920年4月16日 - 2014年）は、日本の文化史家。

## 生涯
東京出身。上智大学文学部史学科卒。東京大学大学院西洋史博士課程満期退学。米国カリフォルニア大学ロサンゼルス校歴史科大学院修了。民族学博士、Ph.D.。江馬務、岡田章雄に師事した。ビューティ・サイエンス学会会長。1999年日本風俗史学会長、顧問、名誉会員。日本生活文化史学会顧問、国際服飾学会理事。戸板学園理事長。

## 著書
- 『20世紀のモード』淡路書房、1955.
- 『下着の文化史 おしゃれは下着から』松沢書店、1957.
- 『アメリカ生活文化史』光生館、1960.
- 『おしゃれは下着から』新紀元社、1960.
- 『アクセサリイ』建帛社、L.C.ブックス 1966
- 『アメリカの風俗と流行』東京美術、1966.
- 『下着エロティスム セックス・アピール意外史』番町書房、1968.
- 『洋髪の歴史』雄山閣出版、風俗文化史選書 1971
- 『アメリカ風俗文化史』新樹社、1973.
- 『下着の歴史』雄山閣出版、風俗文化史選書 1973
- 『マナーの素顔』源流社、1976.11.
- 『西洋化粧文化史』源流社、1979.10.
- 『風俗史からみた1920年代 狂気と不安の時代』源流社、1981.11.
- 『西洋結婚文化史』源流社、1987.4.
- 『風俗史からみた一、九四～五〇年代 混乱から平常への時代』源流社、1988.11.
- 『概説アメリカの社会と文化の歴史』源流社、1989.4.
- 『風俗史からみたベル・エポックの時代 女性らしさと男らしさ』源流社、1989.11.
- 『下着の流行史』雄山閣出版、1991.4.
- 『風俗史からみた第二ロココ 優雅さと下品なものの時代』源流社、1991.10.
- 『風俗史からみた1960年代 スウィンギング・シックスティーズ』源流社、1993.3.
- 『西洋男子服流行史』源流社、1994.8.
- 『西洋くらしの文化史』雄山閣出版、1996.3.
- 『酒飲みの文化史』源流社、2007.6.

### 共著
- 『西洋服装文化史』第1-2冊 飯塚信雄共著. 松沢書店、1954.
- 『Design; : theory and practice』メイS.青木共著. 播磨書房、1955.
- 『食物文化史』大塚力共著. 雄山閣出版、1957.
- 『アクセサリィの文化史』大橋信一郎共著. デザインセンター、1958.
- 『流行 衣・食・住』大塚力共著. 文祥社、1959.
- 『新しい目でみた服装史』志賀信夫共著. 新樹社、1960.
- 『服装の研究』大橋信一郎共著. 新紀元社、1960.
- 『裁断図から見た西洋服装史』大橋信一郎共著. 雄山閣出版、1962.
- 『新編食物史』大塚力共著. 雄山閣出版、1962.
- 『服装概論』大橋信一郎共著. 雄山閣出版、1963.
- 『食生活史』大塚力共著. 至文堂、1964.
- 『生活史としての欧米文化小史』大塚力共著. 新樹社、1966.
- 『衣と食の歴史』大塚力共著. 雄山閣、1969.
- 『紳士服の歴史』大橋信一郎共著. 雄山閣出版、1972.
- 『目でみる女性ファッション史』メイS.青木共著. 衣生活研究会、1975.
- 『服飾生活史』志賀信夫共著. 新樹社、1978.11.
- 『メンズファッションの歴史』大橋信一郎共著. 源流社, 1979.6.
- 『世界生活史』大塚力共著. 新樹社、1983.4.
- 『風俗史からみた1930年代 不況と不安の時代』メイS.青木共著. 源流社、1987.11.
- 『服装史』編著. 酒井書店・育英堂、University text book、1987